# Дом-музей Н. М. Рубцова
Дом-музей Н.М. Рубцова — музей поэта Николая Рубцова, филиал Тотемского музейного объединения.

## Описание
Расположен в селе Никольское Тотемского района Вологодской области в деревянном двухэтажном здании XIX века. Бывший детский дом, в котором Николай Рубцов жил и учился с октября 1943 года до июня 1950 года. Музей открыт к 60-летию со дня рождения поэта. Хотя открытие состоялось в августе 1990 года, официальная дата — 13 января 1996 года.
Адрес музея: с. Никольское, ул. Рубцова, 18.

## Экспозиции
В первом зале музея рассказывается о селе и истории Никольской земли. Во втором раскрывается тема военного детства поэта. В третьем — рассказ о его скитальческой жизни. В четвёртом зале размещена выставка детского изобразительного искусства.